# Fussa, Tokyo
Fussa (japanska: 福生市  ?, Fussa-shi) är en stad i västra delen av Tokyo prefektur i Japan. Staden fick stadsrättigheter 1970.